# Kutná Hora hlavní nádraží
Kutná Hora hlavní nádraží – główna stacja kolejowa w Kutnej Horze, w kraju środkowoczeskim, w Czechach. Jest to ważna stacja węzłowa o znaczeniu krajowym. Znajduje się na wysokości 215 m n.p.m.
Stacja jest wyposażona w poczekalnię, kasy biletowe, na których można zakupić bilety na pociągi krajowe i międzynarodowe oraz zarezerwować miejsce w pociągu.

## Linie kolejowe
- 230 Kolín - Havlíčkův Brod
- 235 Kutná Hora - Zruč nad Sázavou